# Alcala Point
Alcala Point är en udde i provinsen British Columbia i Kanada. Den ligger på västra sidan av Galiano Island, nära öns norra ände. Udden är namngiven efter den spanske sjöofficeren och upptäckaren Dionisio Alcalá Galiano som utforskade området i slutet av 1700-talet.